# Az ellenzék vezére
Az ellenzék vezére (angolul Leader of the Opposition) a westminsteri rendszerű parlamentáris kormányzatokban az a cím, amelyet hagyományosan a legnagyobb parlamenti nem kormányzó párt vezetője visel. Az ellenzék vezérét gyakran tekintik a kormányfő (angolul Prime Minister, vagy Premier, vagy Chief Minister) alternatívájának, illetve az árnyékkormány, vagy az ellenzéki Front Bench (magyarul Első Pad) fejének.
A nemzetközösségi királyságok közül sokban a teljes cím: Őfelsége Hűséges Ellenzéke Vezére (Leader of Her Majesty's Loyal Opposition). 
Informálisan parlamenti ellenzéki vezérként számontartott politikus olyan rendszerekben is akad, amelyek történetileg nem kötődnek a brit monarchiában kialakult modellhez. Ha azonban az ellenzék töredezett, gyakran egyetlen politikust sem tartanak ellenzéki vezérnek. 

## A nem hivatalos cím
Sok országban ez a cím nem hivatalos, így ez a legnagyobb frakcióval rendelkező ellenzéki párt vezetőjét jelenti.

## Fordítás
Ez a szócikk részben vagy egészben  a   Leader of the Opposition című angol Wikipédia-szócikk ezen változatának fordításán alapul.  Az eredeti cikk szerkesztőit annak laptörténete sorolja fel. Ez a jelzés csupán a megfogalmazás eredetét és a szerzői jogokat jelzi, nem szolgál a cikkben szereplő információk forrásmegjelöléseként.